# Cristiano da Silva
Cristiano da Silva (Campo Mourão, 12 de janeiro de 1987), conhecido como Cristiano, é um futebolista brasileiro que atualmente joga pela Portuguesa.

## Carreira
Ele começou a jogar futebol com ADAP/Galo. Sua primeira equipe profissional foi Coritiba em 2005. Depois de jogar por diferentes equipes que vieram para o Metropolitano. Ele foi então para fora em empréstimo para a Chapecoense e Juventude. Em 2011 ele assinou um contrato com a Red Bull Salzburg. Em 11 de dezembro de 2012, foi anunciado que Cristiano estaria juntando Tochigi SC por empréstimo para a temporada de 2013. Em 2014, ele se juntou ao Ventforet Kofu.

## Título s
Red Bull Salzburg
- Campeonato Austríaco: 2011–12
- Copa da Áustria: 2011–12

Kashiwa Reysol
- Segunda Divisão Japonesa: 2019